# فهرست اشغال‌های نظامی
این مقاله، فهرستی از اشغال‌های نظامی، از زمانی‌که قوانین عرفی اشغال نظامی متخاصم برای اولین بار توسط کنوانسیون لاهه در سال ۱۹۰۷ روشن و تکمیل شد، اعم از تاریخی و کنونی را ارائه می‌کند.
همان‌طور که در حال حاضر در حقوق بین‌الملل فهمیده می‌شود، اشغال نظامی عبارت است از کنترل نظامی مؤثر توسط یک قدرت بر سرزمینی خارج از قلمروی مستقل شناخته‌شده آن قدرت. قدرت اشغالگر مورد بحث، ممکن است یک دولت یا یک سازمان فراملی مانند سازمان ملل باشد.

## اشغال‌های کنونی
|                                                                                                   | قلمرو                                   | آغاز اشغال                                                          | کشور یا قلمروی اشغال‌شده | کشور اشغالگر        | کشور یا قلمروی اعلام‌شده توسط اشغالگر | وضعیت                                      |
| ------------------------------------------------------------------------------------------------- | --------------------------------------- | ------------------------------------------------------------------- | --- | ------------------- | --- | ------------------------------------------ |
|                                                                                                   | ترانس‌نیستریا                            | ۱۹۹۲                                                                | مولدووا | روسیه               | ترانس‌نیستریا | اشغال توسط گروهی مسلح تحت نفوذ قدرتی خارجی |
| آبخاز                                                                                             | ۲۰۰۸                                    | گرجستان                                                             | آبخاز | روسیه               | اشغال توسط گروهی مسلح تحت نفوذ قدرتی خارجی |                                            |
| اوستیای جنوبی                                                                                     | ۲۰۰۸                                    | گرجستان                                                             | اوستیای جنوبی | روسیه               | اشغال توسط گروهی مسلح تحت نفوذ قدرتی خارجی |                                            |
| کریمه                                                                                             | ۲۰۱۴                                    | اوکراین                                                             | ناحیه‌های فدرال روسیه - جمهوری کریمه - سواستوپول | روسیه               | اشغال توسط قدرتی خارجی با الحاق |                                            |

اشغال‌های نظامی در حال حاضر و قدرت‌های اشغالگر

| بخش‌های مهمی از استان‌های دونتسک، خرسون، لوهانسک و زاپوریژیا بخش کمی از استان‌های خارکوف و میکولائیف | ۲۰۱۴ ۲۰۲۲                               | اوکراین                                                             | ناحیه‌های فدرال روسیه - جمهوری خلق دونتسک - استان خرسون - شبه‌جزیره کینبرن بیرونی (استان میکولائیف) - جمهوری خلق لوهانسک - استان زاپوریژیا - اطراف تاویلژانکا (استان خارکوف) | روسیه               | استان‌های دونتسک، خرسون، لوهانسک، زاپوریژیا: - جمهوری‌های خلق دونتسک و لوهانسک: اشغال توسط گروهی مسلح تحت نفوذ قدرتی خارجی (۲۰۱۴–۲۰۲۲) - چهار استان: اشغال توسط قدرتی خارجی با الحاق (۲۰۲۲) - روسیه، کل منطقه را ضمیمه کرده حتی بخش‌هایی که تحت کنترلش نیست. استان میکولائیف: - اشغال توسط قدرتی خارجی با الحاق جزئی؛ سرزمینی که عمدتاً از نوامبر ۲۰۲۲ توسط اوکراین پس گرفته شد. استان خارکوف: - اشغال توسط قدرتی خارجی |                                            |
|                                                                                                   | بخشی‌هایی از استان کورسک                 | ۲۰۲۴                                                                | روسیه | اوکراین             | استان کورسک تحت اشغال اوکراین | اشغال توسط قدرتی خارجی                     |
|                                                                                                   | بخش‌هایی از جنوب لبنان                   | ۲۰۲۴                                                                | | اسرائیل             | — | اشغال توسط قدرتی خارجی                     |
| اورشلیم شرقی                                                                                      | ۱۹۶۷                                    | سرزمین‌های فلسطینی؛ · فلسطین (از زمان بیانیه استقلال فلسطین در ۱۹۸۸) | بخشی از منطقه اورشلیم (ضمیمه‌شده به‌طور مؤثر در ۱۹۸۰) | اسرائیل             | اشغال توسط قدرتی خارجی با الحاق |                                            |
| کرانه باختری                                                                                      | ۱۹۶۷                                    | سرزمین‌های فلسطینی؛ · فلسطین (از زمان بیانیه استقلال فلسطین در ۱۹۸۸) | منطقه یهودا و سامره | اسرائیل             | اشغال توسط قدرتی خارجی، با الحاق جزئی دفاکتو در کرانه باختری |                                            |
| نوار غزه                                                                                          | ۱۹۶۷                                    | سرزمین‌های فلسطینی؛ · فلسطین (از زمان بیانیه استقلال فلسطین در ۱۹۸۸) | — | اسرائیل             | اشغال توسط قدرتی خارجی، با الحاق جزئی دفاکتو در کرانه باختری |                                            |
| بلندی‌های جولان                                                                                    | ۱۹۶۷                                    | سوریه                                                               | بخشی از منطقه شمالی (ضمیمه‌شده به‌طور مؤثر در ۱۹۸۱) | اسرائیل             | اشغال توسط قدرتی خارجی با الحاق (به رسمیت شناخته شده فقط توسط ایالات متحده آمریکا به عنوان بخشی از اسرائیل) |                                            |
| بخش‌هایی از جنوب سوریه                                                                             | ۲۰۲۴                                    | سوریه                                                               | — | اسرائیل             | اشغال توسط قدرتی خارجی |                                            |
|                                                                                                   | التنف                                   | سوریه                                                               | ۲۰۱۵ | ایالات متحده آمریکا | — | اشغال توسط گروهی مسلح تحت نفوذ قدرتی خارجی |
|                                                                                                   | مناطق اعزاز، الباب و جرابلس             | سوریه                                                               | ۲۰۱۶ | ترکیه               | دولت موقت سوریه | اشغال توسط گروهی مسلح تحت نفوذ قدرتی خارجی |
| منطقه عفرین                                                                                       | ۲۰۱۸                                    | سوریه                                                               | اشغال توسط گروهی مسلح تحت نفوذ قدرتی خارجی | ترکیه               | دولت موقت سوریه |                                            |
| مناطق تل البیض و راس‌العین                                                                         | ۲۰۱۹                                    | سوریه                                                               | اشغال توسط گروهی مسلح تحت نفوذ قدرتی خارجی | ترکیه               | دولت موقت سوریه |                                            |
| قبرس شمالی                                                                                        | ۱۹۷۴                                    | قبرس                                                                | قبرس شمالی | ترکیه               | اشغال توسط گروهی مسلح تحت نفوذ قدرتی خارجی |                                            |
|                                                                                                   | سوفولو، برخوردارلی، اسکی‌پاره بالا و کرک | ۱۹۹۲                                                                | جمهوری آذربایجان | ارمنستان            | بخشی از استان‌های تاووش و آرارات | اشغال توسط قدرتی خارجی                     |
|                                                                                                   | آرتسواشن                                | ۱۹۹۲                                                                | ارمنستان | جمهوری آذربایجان    | بخشی از شهرستان گدابیگ | اشغال توسط قدرتی خارجی                     |
|                                                                                                   | بیشتر صحرای غربی                        | ۱۹۷۵                                                                | جمهوری دموکراتیک عربی صحرا (اعلام‌شده در ۱۹۷۶) | مراکش               | استان‌های جنوبی (الحاق‌شده بین ۱۹۷۶–۱۹۷۹) | اشغال توسط قدرتی خارجی با الحاق            |